# 头道镇 (和龙市)
头道镇，是中华人民共和国吉林省延边朝鲜族自治州和龙市下辖的一个乡镇级行政单位。

## 行政区划
头道镇下辖以下地区：
江北社区、江南社区、延丰村、明星村、三河村、龙坪村、龙新村、广新村、龙海村、龙湖村、新民村、龙源村、龙水村、长仁村、龙门村、青龙村、新北村和镇兴村。